# Ad interim: tijdschrift voor letterkunde
Ad interim: tijdschrift voor letterkunde was een verzetsblad uit de Tweede Wereldoorlog, dat vanaf april 1944 tot augustus 1944 in Utrecht werd uitgegeven. Het blad verscheen tweemaandelijks in een oplage tussen de 150 en 200 exemplaren. Het werd gedrukt en de inhoud bestond voornamelijk uit poëzie. Na de oorlog is het blad legaal voortgezet en is opgegaan in De Gids.
Het tijdschrift werd gemaakt en uitgegeven met het doel 'de continuïteit der levende Nederlandse letterkunde te verzekeren in een tijd, die de continuïteit onzer wezenlijke cultuur van zovele zijden bedreigde' en had geen program, politiek noch religieus.
Het vierde nummer is wegens Dolle Dinsdag niet meer verschenen en is als bevrijdingsnummer uitgekomen.

## Betrokken personen
- Jaap Romijn (uitgever en redacteur)
- Gabriël Smit (redacteur[2])
- A.A.M. Stols (drukker)